# Jüdischer Friedhof (Leese)

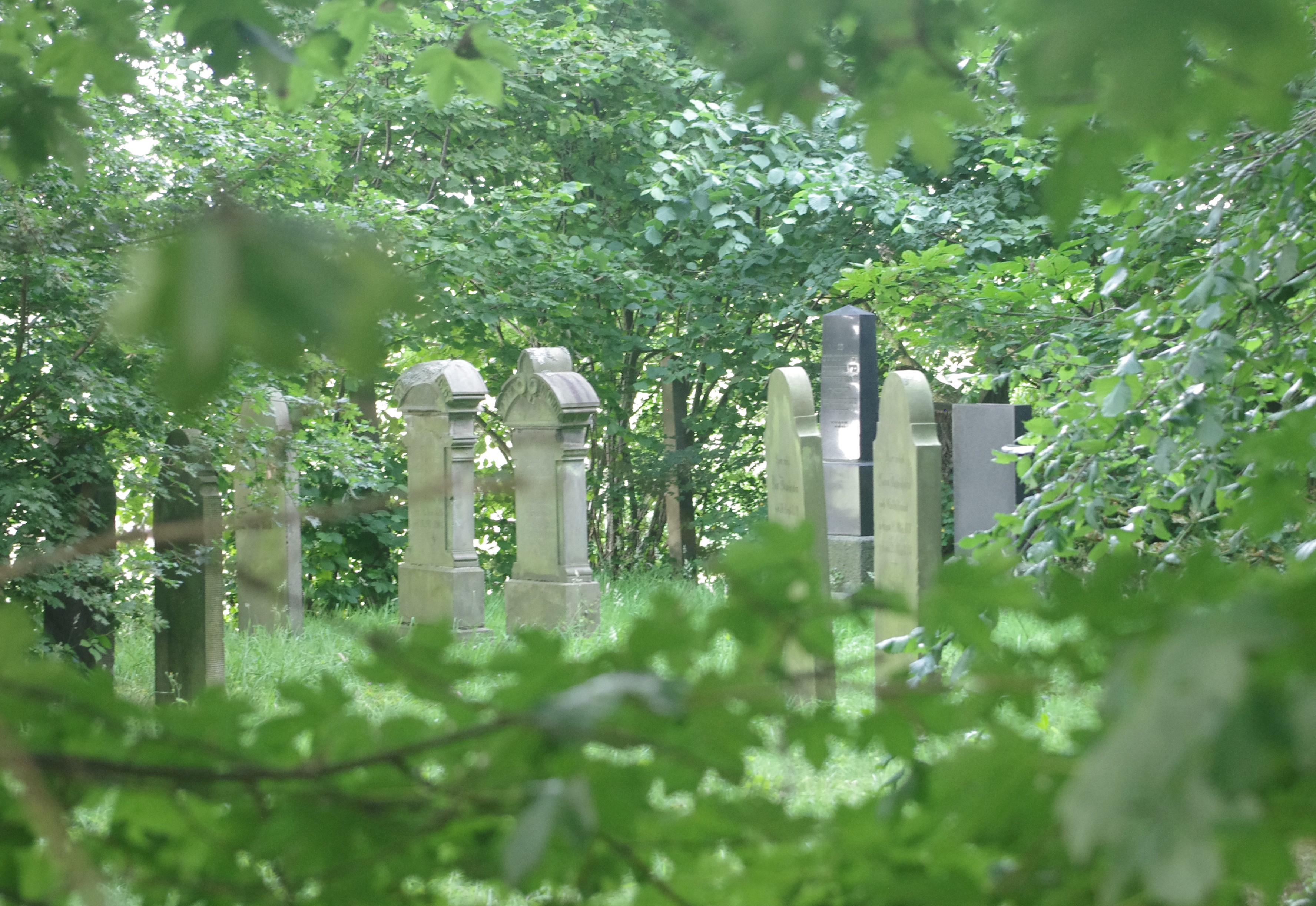
Nördliche Grabsteine Jüdischer Friedhof Leese

Der Jüdische Friedhof Leese ist ein Jüdischer Friedhof in Leese (Landkreis Nienburg/Weser, Niedersachsen). Er ist ein geschütztes Kulturdenkmal.

## Beschreibung
Der 1115 m² große Friedhof an der Straße „Zappenberg“ ist vor 1771 auf dem Sporn eines kleinen Hügels angelegt worden. Auf ihm sind 19 Grabsteine für jüdische Verstorbene aus Leese und Umgebung aus der Zeit ab etwa 1800 vorhanden. Die letzte Beisetzung erfolgte 1935.
Außerdem befinden sich auf dem Friedhof die Gräber von drei unbekannten sowjetischen Kriegsgefangenen und eines sowjetischen Zwangsarbeiters aus der Zeit des Zweiten Weltkriegs.
Der Friedhof ist seit 1960 im Besitz des Landesverbandes der Jüdischen Gemeinden von Niedersachsen. Für die Pflege ist die Samtgemeinde Mittelweser zuständig.
Eine Dokumentation mit den Fotos und der Übersetzung der Inschriften aller Steine ist 1989/1990 durch den Landesverband erfolgt.